# Берёзовка (Архангельский район)
Берёзовка (баш. Березовка) — деревня в Ирныкшинском сельсовете Архангельского района Республики Башкортостан Российской Федерации.
Находится на берегу реки Белой.
С 2005 современный статус.

## Географическое положение
Расстояние до:
- районного центра (Архангельское): 18 км,
- центра сельсовета (Ирныкши): 3 км,
- ближайшей железнодорожной станции (Приуралье): 24 км.

## История
Статус деревня, сельского населённого пункта, посёлок получил согласно Закону Республики Башкортостан от 20 июля 2005 года N 211-з «О внесении изменений в административно-территориальное устройство Республики Башкортостан в связи с образованием, объединением, упразднением и изменением статуса населенных пунктов, переносом административных центров», ст.1:

6. Изменить статус следующих населенных пунктов, установив тип поселения - деревня:
 
3)  в Архангельском районе:…

в) поселка Березовка Ирныкшинского сельсовета

## Население
| 2002 | 2009 | 2010 |
| ---- | ---- | ---- |
| 64   | ↘48  | ↘44  |

Национальный состав
Согласно переписи 2002 года, преобладающая национальность — русские (87 %).